# پارک ملی مورن ترویس پیتون
پارک ملی مورن ترویس پیتون
این مکان در سال ۱۹۹۷ در میراث جهانی یونسکو به ثبت رسید.